# Ratusz w Świeciu

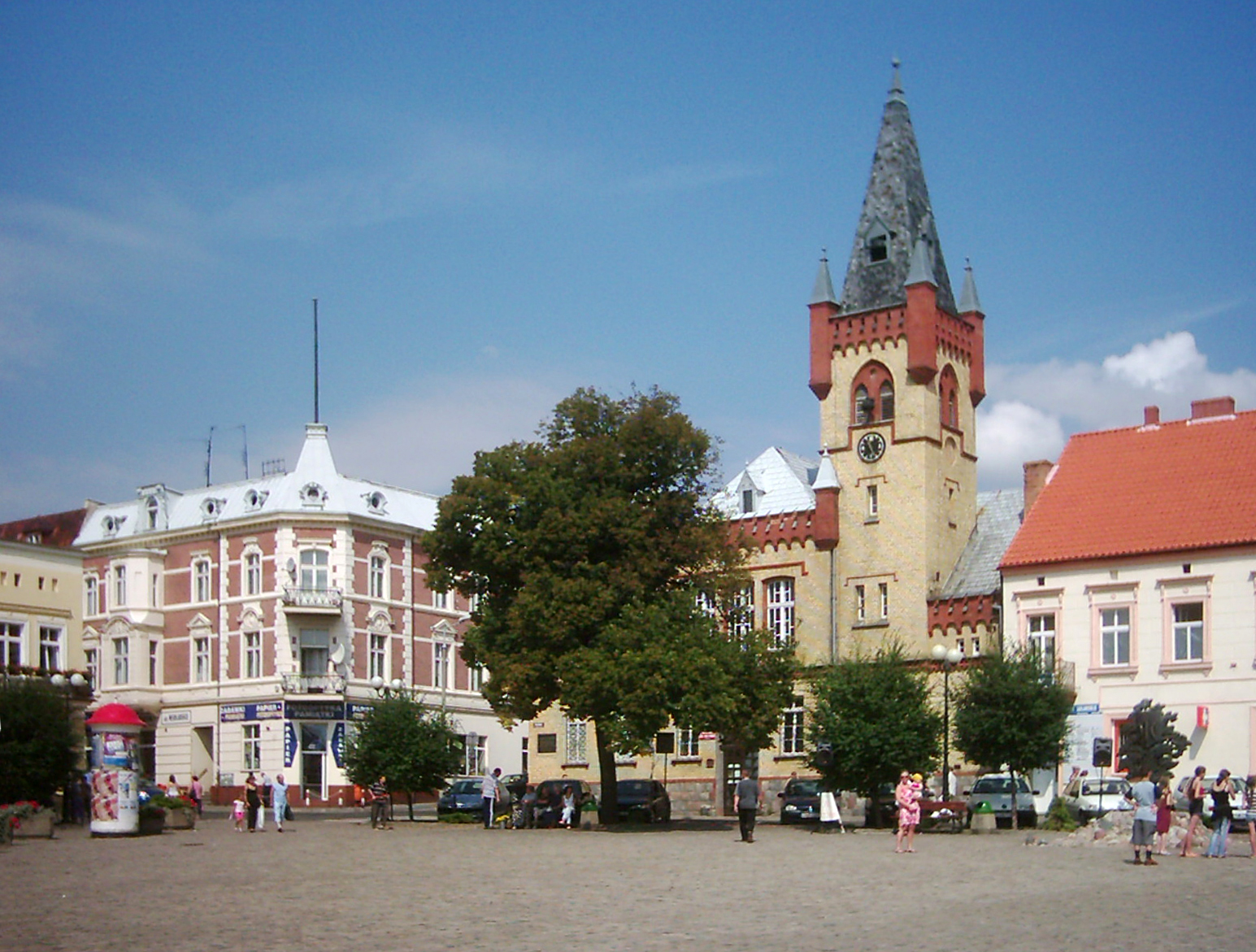
Rynek w Świeciu

Ratusz w Świeciu – neogotycki budynek w północnej pierzei rynku, zbudowany 1879. Pierwotnie był siedzibą władz miejskich, obecnie znajduje się w nim urząd stanu cywilnego i Izba Regionalna Ziemi Świeckiej.

## Historia
Budynek został wzniesiony w 1879 roku z przeznaczeniem na siedzibę władz miasta. W roku 1937 w ścianę budynku wmurowano istniejącą do dzisiaj tablicę upamiętniającą rozruchy antypruskie z roku 1912.

Decyzją wojewódzkiego konserwatora zabytków z dnia 24 maja 1994 roku ratusz został wpisany do rejestru zabytków.

## Architektura
Ratusz w Świeciu jest neogotyckim budynkiem usytuowanym w północnej pierzei rynku i cechuje się niezwykłym wyglądem. Charakterystycznym elementem jest okazała czworoboczna wieża w prawym narożniku, posiadająca tarcze zegarowe i zwieńczona blankowaną attyką zawieszoną na arkadkach. W narożnikach attyki są cztery czworoboczne wieżyczki, a pomiędzy nimi znajduje się ostrosłupowy hełm kryty blachą. Centralna część ratusza nakryta jest czterospadowym dachem z lukarnami. W centrum fasady widnieje dwukondygnacyjny ryzalit z głównym wejściem na parterze i wysokimi oknami na piętrze, podobnie jak wieża zakończony blankowaną attyką z wieżyczkami w narożnikach.

Obecnie w budynku mieści się urząd stanu cywilnego wraz z pałacem ślubów, od części od strony ulicy Kopernika znajduje się Izba Regionalna Ziemi Świeckiej, w której oglądać można eksponaty dokumentujące historię i tradycje kulturowe miasta i regionu.